# Mlečane
Mleqan ou Mleçan en albanais et Mlečane en serbe latin (en serbe cyrillique : Млечане) est un village du Kosovo situé dans la commune/municipalité de Malishevë/Mališevo et dans le district de Prizren/Prizren. Selon le recensement kosovar de 2011, elle compte 1 211 habitants, tous albanais.

## Histoire
L'église Saint-Nicolas de Mleqan/Mlečane a été construite à la fin du XVIe siècle ou au début du XVIIe siècle, grâce à une donation collective des habitants du village ; elle possède des fresques peintes en 1601 et 1602 et est inscrite sur la liste des monuments culturels d'importance exceptionnelle de la République de Serbie ; elle figure aussi sur la liste des monuments culturels du Kosovo.

## Démographie

### Évolution historique de la population dans la localité
| 1948 | 1953 | 1961 | 1971 | 1981 | 1991  | 2011  |
| ---- | ---- | ---- | ---- | ---- | ----- | ----- |
| 460  | 478  | 605  | 666  | 914  | 1 155 | 1 211 |

|  |